# Froggy et Charlie au pays des pommes de pin
Pour plus de détails, voir Fiche technique et Distribution.
Froggy et Charlie au pays des pommes de pin (Kalle Stropp och Grodan Boll på svindlande äventyr) est un long métrage d'animation suédois réalisé par Jan Gissberg et sorti en 1991.
Il est adapté des fictions radiophoniques et des livres de l'auteur suédois Thomas Funck mettant en scène la sauterelle Charlie (Kalle Stropp) et la grenouille Froggy (Grodan Boll).

## Synopsis
L'histoire se déroule à l'époque contemporaine et commence dans une forêt où vivent Charlie la sauterelle et Froggy la grenouille. Un jour, tous deux aperçoivent un signal étrange au-dessus des arbres de la forêt. L'homme de métal Plåt-Niklas, leur ami, construit un télescope afin de l'examiner. Il s'avère que c'est un signal d'alarme. Les trois amis, accompagnés de Papegojan le perroquet, se mettent en route pour l'examiner de plus près. Ils rencontrent alors le peuple des Pommes de pin, qui ont envoyé le signal d'alarme pour appeler les gens de la forêt à l'aide contre les hommes d'affaires mal intentionnés d'une grosse entreprise, Tonto-Turbo, qui ont pour projet de couper une bonne partie des arbres de la forêt. Charlie, Froggy et leurs amis se joignent alors aux Pommes de pin, et en particulier à une pomme de pin énergique, Kottegrön, pour chercher un moyen de sauver leur forêt.

## Fiche technique
- Titre original : Kalle Stropp och Grodan Boll på svindlande äventyr
- Titre français : Froggy et Charlie au pays des pommes de pin
- Réalisation : Jan Gissberg
- Scénario : Thomas Funck
- Direction artistique : Jan Gissberg
- Photographie : Eva Dorm, Maria Färdal, Mikael Gerdin
- Musique : Thomas Funck
- Sociétés de production : Sandrews, Institut suédois du film, TV3 (Suède), Cinémation
- Sociétés de distribution : Sandrews (Suède), Filmor (France)
- Pays : Suède
- Langue : suédois
- Format : couleur - 35 mm - Dolby
- Durée : 83 minutes
- Dates de sortie : 
  - Suède : 14 décembre 1991
  - France : 29 septembre 1993

## Distribution
- Thomas Funck : Charlie / Froggy / Papegojan / Plåt-Niklas / Räven
- Åsa Bjerkerot : la princesse cône
- Eva Funck : la reine cône
- Stig Grybe : le roi cône
- Thorsten Flinck : homme d'affaires de Tonto-Turbo
- Peter Dalle : homme d'affaires de Tonto-Turbo
- Claes Månsson : homme d'affaires de Tonto-Turbo

## Sorties vidéo
En France, le film est sorti en VHS en 1996.